# Черетино (Гросето)
Черетино је насеље у Италији у округу Гросето, региону Тоскана.
Према процени из 2011. у насељу је живело 65 становника. Насеље се налази на надморској висини од 638 м.